# Henry Porter (jornalista)
Henry Porter (1953), escritor e jornalista inglês; editor da revista Vanity Fair, em Londres. Não confundir com o personagem Harry Potter.

## Biografia
Henry Porter ingressou na Vanity Fair como editor de Londres em 1992. Antes disso, ele passou dois anos como editor executivo do The Independent on Sunday. Ao longo de sua carreira, ocupou vários cargos no jornalismo, entre eles editor da coluna "Atticus" do The Sunday Times de 1982 a 1985, editor-chefe do Illustrated London News de 1987 a 1989 e editor-chefe da revista The Sunday Correspondent. Ele escreve uma coluna política para o jornal Observer. Porter é autor de inúmeros livros, com o Brandenburg Gate (2006) ganhou o prêmio Ian Fleming Steel Dagger da Associação de Escritores de Crime de 2005 de melhor thriller.

## Livros
- Remembrance Day (2000) em Portugal: O Atentado (Ulisseia, 2006)
- The Dying Light (2009)

### Série Robert Harland
1. A Spy’s Life (2001) em Portugal: A Vida de um Espião Ulisseia, 2006)
2. Empire State (2003)
3. Brandenburg (2005) no Brasil: Brandemburgo (Record, 2008)

### House of Skirl
- The Master of the Fallen Chairs (2008)

### Série Paul Samson
1. Firefly (2018)
2. White Hot Silence (2019)
3. The Old Enemy (2021)